# انتخابات مجلس الأمن التابع للأمم المتحدة 1975
أُجريت انتخابات مجلس الأمن التابع للأمم المتحدة لعام 1975 في الفترة ما بين 20 أكتوبر و23 أكتوبر 1975 خلال الدورة الثلاثين للجمعية العامة للأمم المتحدة، التي عقدت في مقر الأمم المتحدة في مدينة نيويورك. انتخبت الجمعية العامة داهومي (بنين الآن) وليبيا وباكستان وبنما ورومانيا، أعضاءً غير دائمين في مجلس الأمن التابع للأمم المتحدة لفترة سنتين تبدأ في 1 يناير 1976. تم انتخاب بنين وليبيا لأول مرة.

## القواعد
يتألف مجلس الأمن من 15 مقعدا، يشغلها خمسة أعضاء دائمين وعشرة أعضاء غير دائمين. وفي كل عام، يتم انتخاب نصف الأعضاء غير الدائمين لمدة عامين.   ولا يجوز للعضو الحالي أن يترشح على الفور لإعادة انتخابه. 
وفقًا للقواعد التي يتم بموجبها تناوب المقاعد العشرة غير الدائمة في مجلس الأمن بين الكتل الإقليمية المختلفة التي تقسم إليها الدول الأعضاء في الأمم المتحدة تقليديًا لأغراض التصويت والتمثيل،  يتم تخصيص المقاعد الخمسة المتاحة على النحو التالي:
- مقعدان للدول الأفريقية، أحدهما لـ"المقعد العربي" (تشغلهما الكاميرون وموريتانيا)
- مقعد للمجموعة الآسيوية (الآن مجموعة آسيا والمحيط الهادئ)[5] (تشغله العراق)
- مقعد لأمريكا اللاتينية ومنطقة البحر الكاريبي (تشغله كوستاريكا)
- مقعد لمجموعة أوروبا الشرقية (تشغله جمهورية بيلاروسيا الاشتراكية السوفياتية)

ولكي يتم انتخابه، يجب أن يحصل المرشح على أغلبية ثلثي الحاضرين والمصوتين. إذا كان التصويت غير حاسم بعد الجولة الأولى، فسيتم إجراء ثلاث جولات من التصويت المقيد، تليها ثلاث جولات من التصويت غير المقيد، وهكذا، حتى يتم الحصول على نتيجة. في التصويت المقيد، لا يجوز التصويت إلا على المرشحين الرسميين، بينما في التصويت غير المقيد، يجوز التصويت على أي عضو في مجموعة إقليمية معينة، باستثناء أعضاء المجلس الحاليين.

## النتيجة
نظرًا لغياب السيد غاستون ثورن، ممثل لكسمبرغ، رئيس الجمعية العامة للأمم المتحدة آنذاك، طوال أيام التصويت الثلاثة، فقد ترأس الاجتماعات ثلاثة نواب مختلفين للرئيس: ترأس السيد والدرون رمزي، ممثل بربادوس، أول جلستين من الاجتماعات في اليوم الأول،  وترأس السيد ألغارد، ممثل النرويج، الاجتماع الثالث، وترأس السيد نزينجيا، ممثل زائير (جمهورية الكونغو الديمقراطية اليوم)، الاجتماع الرابع.
كان عدد الدول الأعضاء في الأمم المتحدة 143 دولة في ذلك الوقت. تم إعطاء المندوبين أوراق اقتراع. وكان عليهم أن يكتبوا عليها أسماء الولايات الخمس التي يرغبون في انتخابها لعضوية المجلس.

### اليوم الأول
أُجريت الجولات الست الأولى من الاقتراع في 20 أكتوبر 1983 في الجلستين العامتين 2384  و2385  للجمعية العامة. اختيرت داهومي وليبيا وبنما ورومانيا في الجولة الأولى، ولم يتبق سوى المقعد الآسيوي شاغراً. ونظرًا لأن الهند وباكستان كانتا الدولتين اللتين حصلتا على أكبر عدد من الأصوات المتنافسة على المقعد الآسيوي، وفقًا للقواعد، فستبدأ ثلاث جولات من التصويت المقيد. وفي هذه الجولات، لا يمكن التصويت إلا على الدولتين اللتين حصلتا على أكبر عدد من الأصوات في الجولة السابقة (الهند وباكستان)، وأي أصوات أخرى تعتبر باطلة. وبعد فشل جولات التصويت الثلاث في الوصول إلى نتيجة، رُفعت الجلسة. وفي وقت لاحق من نفس اليوم، عقدت الجمعية جلستها رقم 2385، واستمر التصويت بجولات غير مقيدة. وبعد أن أثبتت الجولة الأولى من التصويت أنها غير حاسمة، اقترح الرئيس تغيير الجدول الزمني؛ وقبل مواصلة التصويت على عضوية مجلس الأمن، تم انتخاب أعضاء المجلس الاقتصادي والاجتماعي الثمانية عشر في جولة واحدة من التصويت. وبعد تلك الانتخابات، استمرت انتخابات مجلس الأمن بجولة خامسة، والتي لم تكن حاسمة أيضا. بعدها سحب ممثل الفلبين ترشيح بلاده. ثم سأل الرئيس الجمعية عن رأيهم في التصويت هل يستمر في هذا التاريخ أم لا. حث ممثل المملكة العربية السعودية الجمعية بعدم التأخير، مشيرا إلى إلحاح مسألة كوريا والمسائل الأخرى المدرجة في جدول أعمال الجمعية؛ وبدأت الجولة السادسة من التصويت، والتي لم تكن حاسمة أيضًا. ثم أشار كل من ممثل موريشيوس وممثل بنما على الرئيس برفع الجلسة، وبمجرد أن وافق ممثلا الهند وباكستان على هذا الاقتراح، رُفعت الجلسة. 
| الدولة                  | الجولة الأولى | الجولة الثانية | الجولة الثالثة | الجولة الرابعة | الجولة الخامسة | الجولة السادسة |
| رومانيا                 | 137           | –              | –              | –              | –              | –              |
| داهومي                  | 133           | –              | –              | –              | –              | –              |
| بنما                    | 132           | –              | –              | –              | –              | –              |
| ليبيا                   | 126           | –              | –              | –              | –              | –              |
| الهند                   | 60            | 59             | 64             | 59             | 54             | 58             |
| باكستان                 | 59            | 76             | 73             | 78             | 60             | 72             |
| الفلبين                 | 25            | –              | –              | –              | 20             | –              |
| كوبا                    | 2             | –              | –              | –              | –              | –              |
| الأرجنتين               | 1             | –              | –              | –              | –              | –              |
| بوليفيا                 | 1             | –              | –              | –              | –              | –              |
| بوتان                   | –             | –              | –              | –              | 1              | –              |
| المغرب                  | 1             | –              | –              | –              | –              | –              |
| نيجيريا                 | 1             | –              | –              | –              | –              | –              |
| بابوا غينيا الجديدة     | –             | –              | –              | –              | –              | 1              |
| رواندا                  | 1             | –              | –              | –              | –              | –              |
| السنغال                 | 1             | –              | –              | –              | –              | –              |
| سيراليون                | 1             | –              | –              | –              | –              | –              |
| فنزويلا                 | 1             | –              | –              | –              | –              | –              |
| يوغوسلافيا              | 1             | –              | –              | –              | –              | –              |
| زامبيا                  | 1             | –              | –              | –              | –              | –              |
| ممتنعون                 | 0             | 4              | 3              | 3              | 3              | 3              |
| بطاقات الاقتراع الباطلة | 0             | 1              | 0              | 0              | 1              | 1              |
| الأغلبية المطلوبة       | 94            | 90             | 92             | 92             | 90             | 88             |
| أوراق الاقتراع          | 140           | 140            | 140            | 140            | 139            | 135            |

### اليوم الثاني
وأجريت الجولة السابعة من التصويت في 21 أكتوبر 1975 خلال الجلسة رقم 2386. وبعد هذه الجولة غير الحاسمة من التصويت، ناشد ممثل المملكة العربية السعودية كلاً من الهند وباكستان عدم الاتفاق على فترة مدتها عام واحد لكل منهما. وبعد ذلك تحدث ممثل الكويت واستشهد بالمادة 76 من النظام الداخلي، وطلب رفع الجلسة فوراً لمدة 48 ساعة. وبرر هذا الطلب بقوله: "هذا، بعبارة ملطفة، مشهد مزعج وغير جذاب في الواقع لا يضيف إلى هيبة هذه الجمعية أو يشرفها". تم طرح الاقتراح للتصويت وتم اعتماده بأغلبية 124 صوتًا مقابل صوت واحد وامتناع 5 أعضاء عن التصويت، ورفعت الجلسة. 
| الدولة                  | الجولة السابعة |
| باكستان                 | 75             |
| الهند                   | 58             |
| ممتنعون                 | 4              |
| بطاقات الاقتراع الباطلة | 0              |
| الأغلبية المطلوبة       | 89             |
| أوراق الاقتراع          | 137            |

### اليوم الثالث
وأجريت الجولة الثامنة والأخيرة من التصويت في 23 أكتوبر 1975 خلال الجلسة 2387.  تحدث ممثل الكويت، رئيس المجموعة الآسيوية بصفته الوطنية؛ وناشد إحدى الدولتين المتنافستين الانسحاب من الانتخابات. كما أكد للبلد المتنحي أن الكويت ستبذل قصارى جهدها لانتخابهم في الانتخابات المقبلة. وبعد ذلك تحدث ممثل داهومي، الذي أيد الكويت، مدعياً أن كلاً من أفريقيا وآسيا ستؤيد الدولة المنسحبة في الانتخابات المقبلة. كما أيد ممثل الأرجنتين الفكرة قائلا إن "الأغلبية العظمى من البلدان الممثلة هنا تتشاطر الآراء التي طرحها ممثل الكويت بكل بلاغة". وانضم ممثل إيران أيضًا إلى المبادرة، مقدمًا الدعم الكامل من وفد بلاده لتنحي البلاد. كما انضم ممثل مصر إلى المبادرة. وبعد ذلك تحدث ممثل موريشيوس، مشيراً إلى أن الدولة المنسحبة لن تفقد أي هيبة. ورأى ممثل العراق (البلد الذي سيخلي مقعده الآسيوي في المجلس في نهاية العام)، أن من واجب وفده الخاص أن يناشد البلدان المتنافسة أن ينسحب أحدها. وأعرب ممثل الجزائر عن ثقته في انسحاب أحد البلدين. وانضم ممثل تايلند إلى مبادرة الانسحاب الطوعي وذكّر الجمعية بأن وفد الفلبين قد انسحب من هذه الانتخابات، وأنه عندما ستخلي اليابان مقعدها في المجلس في نهاية عام 1976، فإن من المؤكد أن الفلبين ستتقدم بطلب للانتخابات. ثم سحب السيد جايبال، ممثل الهند، ترشيح بلاده، وشكر جميع أولئك الذين سيدعمون الهند في الانتخابات المقبلة. ثم شكر السيد أخوند ممثل باكستان الهند على انسحابها، وأكد لهم أنهم في المرة القادمة التي يتنافسون فيها على مقعد في مجلس الأمن، فإن باكستان ستقدم لهم الدعم الكامل. وأخيرا، تكلم ممثل الفلبين وذكر أنه على الرغم من أن الكثيرين في الجمعية قدموا وعوداً بدعم الهند في الانتخابات المقبلة، إلا أن آسيا منطقة كبيرة، وأي دولة داخلها لها الحق في إعلان ترشحها. وبعد ذلك تم التصويت وانتخبت باكستان لعضوية مجلس الأمن. 
| الدولة                  | الجولة الثامنة |
| باكستان                 | 123            |
| ممتنعون                 | 8              |
| بطاقات الاقتراع الباطلة | 5              |
| الأغلبية المطلوبة       | 82             |
| أوراق الاقتراع          | 136            |

## روابط خارجية
- وثيقة الأمم المتحدة A/59/881 مذكرة شفوية من البعثة الدائمة لكوستاريكا تحتوي على سجل لانتخابات مجلس الأمن حتى عام 2004